# 裸藻目
裸藻目（学名：Euglenales）是眼虫目（Euglenida）的异名，為原生生物：藻類之一種。該物種於分類表上，歸於裸藻門 (Euglenophyta)裸藻綱 (Euglenophyceae)，同綱者尚有柄裸藻目（Colaciales）。